# Mellach (Gemeinde Straßburg)
Mellach ist eine Ortschaft in der Stadtgemeinde Straßburg im Bezirk St. Veit an der Glan in Kärnten (Österreich). Mit einer Bevölkerung von 66 Einwohnern (Stand 1. Jänner 2024) ist es nach Straßburg-Stadt der einwohnerstärkste Ort in der Gemeinde Straßburg.

## Lage
Mellach liegt zentral in der Gemeinde Straßburg, östlich neben dem Gemeindehauptort Straßburg-Stadt am Talboden des Gurktals, an der Gurktalstraße.
Der Großteil der zu Mellach gehörenden Wohnhäuser bildet ein kleines Dorf (u. a. Zechner-Hube, Nr. 11, Mayer-Hube, Nr. 13, Moser-Hube, Nr. 16, und Wieser-Hube, Nr. 21) und eine 250 m nördlich davon befindliche Häuserzeile (u. a. Kohlbarren-Keusche, Nr. 9) am Ratschachbach. 50 Höhenmeter darüber liegt Helfer (Nr. 10).
Knapp 1 km südwestlich des Dorfs gibt es eine Gruppe von Häusern (u. a. Sumper, Nr. 7) und Betrieben (Metallbau Selinger, Sägewerk LSB Lärchenholz Buchhäusl). Rechts der Gurk liegt hier eine ehemalige Mühle (Nr. 8). Einst stand hier eine zur Pfarre St. Georgen unter Straßburg gehörende Filialkirche St. Agatha, die Ruine der 1930 profanierten Kirche wurde 1997 abgerissen.
Zu Mellach gehören außerdem der Hof Mellacher (Nr. 5) am westlichen Ausläufer des Galgenkogels, der Hof Strohmaier (Nr. 1) an der Gurk, und die Eskurial Hube (Nr. 3, samt Schießstand).
Der meisten zu Mellach gehörenden Häuser stehen in der Katastralgemeinde St. Georgen; einzig der Hof Strohmaier befindet sich in der Katastralgemeinde Straßburg Stadt.

## Geschichte
1164 wird Melach urkundlich genannt.
Im Mittelalter und in der frühen Neuzeit wurden Hinrichtungen des Landgerichts Straßburgs des Bistums Gurk am Galgenbichl bei Mellach durchgeführt.
Die im Wald außerhalb der Ortschaft frei zugänglichen Reste des gemauerten Galgens stehen unter Denkmalschutz (Listeneintrag).
Seit Gründung der Ortsgemeinden Mitte des 19. Jahrhunderts gehört Mellach zur Gemeinde Straßburg.

## Bevölkerungsentwicklung
Für die Ortschaft ermittelte man folgende Einwohnerzahlen:
- 1869: 14 Häuser, 109 Einwohner[6]
- 1880: 16 Häuser, 127 Einwohner[7]
- 1890: 14 Häuser, 124 Einwohner[8]
- 1900: 12 Häuser, 127 Einwohner[9]
- 1910: 16 Häuser, 107 Einwohner[10]
- 1923: 11 Häuser, 124 Einwohner[11]
- 1934: 128 Einwohner[12]
- 1951: 13 Häuser, 133 Einwohner[13]
- 1961: 21 Häuser, 131 Einwohner[14]
- 2001: 30 Gebäude (davon 26 mit Hauptwohnsitz) mit 31 Wohnungen; 87 Einwohner und 2 Nebenwohnsitzfälle; 28 Haushalte; 3 Arbeitsstätten, 7 land- und forstwirtschaftliche Betriebe[15]
- 2011: 29 Gebäude, 80 Einwohner, 28 Haushalte, 5 Arbeitsstätten[16]
- 2021: 31 Gebäude, 59 Einwohner, 24 Haushalte, 11 Arbeitsstätten[17]